# Kukastunturi
Kukastunturi är en kulle i Finland. Den ligger i Kolari kommun och landskapet Lappland, i den norra delen av landet, 800 km norr om huvudstaden Helsingfors. Toppen på Kukastunturi är 481 meter över havet, eller 227 meter över den omgivande terrängen. Bredden vid basen är 3,9 km.
Terrängen runt Kukastunturi är kuperad åt sydost, men åt nordväst är den platt.  Trakten runt Kukastunturi är nära nog obefolkad, med mindre än två invånare per kvadratkilometer. Närmaste större samhälle är Äkäslompolo, 6,0 km sydväst om Kukastunturi. 